# Doicești
Doiceşti é uma comuna romena localizada no distrito de Dâmboviţa, na região de Muntênia. A comuna possui uma área de 10.98 km² e sua população era de 4954 habitantes segundo o censo de 2007.